# Radio Viña del Mar
Radio Viña del Mar, llamada después como Classics Radio, fue una estación radial chilena que emitió en señal en línea hasta el año 2024. Anteriormente transmitió en el 102.1 MHz del dial FM en el Gran Valparaíso, Chile., frecuencia que fue vendida en el 2009.

## Historia
Los inicios de Radio Viña del Mar son en la década de 1960, heredando el lugar de la desaparecida Radio Los Castaños en Amplitud Modulada. En septiembre de 1987 su señal se traslada al 102.1 de la Frecuencia Modulada, dando un giro a su programación, enfocándose al adulto contemporáneo. Por sus ondas características bajo los sonidos de un tema de Bebu Silvetti "Piano", pasaron verdaderos iconos de la radiodifusión chilena como Petronio Romo y Sergio Silva, este último acuñó la célebre frase: Hotel Cap Ducal no está junto al Mar, está en el Mar. Hotel Cap Ducal... Qué gran hotel.
Otro muy recordada característica de esta radioemisora es: Con la música del amor... Orquestamos la gran canción de la existencia. Música sin palabras.
En 1997, Radio Viña del Mar se adjudica una señal en el 102.1 FM en el Gran Santiago; la idea original era transmitir desde la Ciudad Jardín a la capital, hecho que no ocurrió ya que su emisión para la Región Metropolitana fue solo experimental.
En febrero de 1999 se informa que el grupo Copesa, adquiere sus frecuencias, con ello se decide poner fin a sus transmisiones de manera repentina, para dar paso a un nuevo proyecto radial llamado Oasis FM.

## Radio en línea
En el 2009 su señal fue relanzada en una plataforma en línea, transmisión qué estuvo operativa hasta octubre de 2024.

## Antiguas frecuencias
- 102.1 MHz (Gran Valparaíso); hoy Radio Beethoven.
- 102.1 MHz (Santiago); hoy 13c Radio.